# شيء من العذاب (فلم)
شيء من العذاب هو فيلم مصري عرض عام 1969، بطولة سعاد حسني وحسن يوسف ويحيى شاهين، ومن إخراج صلاح أبو سيف.

## قصة الفيلم
تدور أحداث الفيلم حول «إلهام» (سعاد حسني) التي تحاول الهروب إلى فيلا بسيدي عبد الرحمن فتفاجأ بأنها مرسم لأحد الفنانين وذلك بعد وفاة زوج أمها الذي ضربته بيد المظلة لمحاولته اغتصابها، فتقدم «إلهام» نفسها لصاحب الفيلا «أحمد خالد» (يحيى شاهين) باسم «سلوى» حتى لا يعرف اسمها الحقيقي ويقدمها للمحاكمة، وتدعي أنها كانت في رحلة إلى المدرسة وضلت الطريق. يقوم صاحب الفيلا بطردها، ولكنها تنجح في أن تجد طريقة تتوسل بها إليه لتنام عنده ليلة واحدة فقط فيتعاطف معها ويقبل، وفي الصباح يأتي النحات «شريف» (حسن يوسف) تلميذ الرسام أحمد خالد فيندهش حينما يراها، فتخدعه سلوى بخدعة أخرى وتكذب عليه بأنها ابنة أخت أحمد خالد، وأنها كانت تعيش في الخرطوم، وتطلب أن يساعدها في البقاء وعدم السفر، فتلجأ لحيلة أخرى كي تستمر في الفيلا فتطلب منه أن يصنع لها تمثالا ليصبح مبررا اضطرها أن تقيم في الفيلا إلى حين الانتهاء منه. وأثناء قيام شريف بنحث التمثال يتعلق قلبه بسلوى، في الوقت الذي سكن في أعماق قلب سلوى حب الرسام أحمد خالد صاحب الفيلا، فيتوجه شريف إلى أستاذه ليتقدم لخطبة سلوى، ومن هنا يصبح أحمد في حيرة لتورطه في كونه أحد أقاربها بصفة وهمية أمام تلميذه، ويبدأ مضطراً في الاهتمام بسلوى فتعترف له بحبها، وتبدأ بينهما العلاقة وتتطور، فيخاف أحمد من نفسه أن تسول له الشر فيطلب منها أن تترك المنزل. تشعر سلوى بأنها فشلت في حبها لأحمد فتقدم على الانتحار، ويضطر أحمد أن يطلب من شريف إنقاذها ويعترف له بحقيقة الموقف، فيصر شريف على حبه لسلوى، وينظر أحمد إلى فارق السن بينه وبين سلوى فلا يستطيع الاستمرار في هذا الحب، تاركاً لها خطابا بالاعتذار عن الاستمرار معها، ويقرر أحمد أيضاً الهروب من فيلته ويلجأ إلى صديقه الموسيقار «حسين شكري» (عبد المنعم مدبولي) الذي يقنعه بأن فارق السن للفنان لا معنى له فحب الفنان ليس له مقاييس. يرى شريف، صورة سلوى في صفحة الحوادث بإحدى المجلات، فتعترف له سلوى بقصتها الحقيقية، وتسلم نفسها للمحاكمة التي تصدر حكما ببراءتها لأنها كانت في حالة دفاع عن النفس، وتقرر أن تخرج أحمد خالد من حياتها وتعود مع شريف ليعيشا معاً حياة سعيدة.

## طاقم التمثيل
- سعاد حسني: (إلهام / سلوى)
- حسن يوسف: (شريف)
- يحيى شاهين: (أحمد خالد)
- عبد المنعم مدبولي: (حسين شكري)
- فاروق إبراهيم
- محمد الديب
- حمدي يوسف
- سميرة محسن
- آمال زايد
- وفيق فهمي
- صافيناز
- حسن السبكي
- أحمد توفيق
- أحمد شكري
- حسين إسماعيل
- فاطمة مصطفى

## فريق العمل
- إخراج: صلاح أبو سيف
- إعداد سينمائي: نجيب محفوظ
- قصة وحوار: أحمد رجب
- سيناريو: صلاح أبو سيف، أحمد رجب
- مدير التصوير: إبراهيم شامات
- مونتاج: حسين عفيفي
- موسيقى تصويرية: فؤاد الظاهري
- إنتاج: الشركة العربية للسينما (رمسيس نجيب)
- توزيع: المؤسسة المصرية العامة للسينما